# Busz po polsku
Busz po polsku – zbiór reportaży Ryszarda Kapuścińskiego, które ukazywały się na łamach tygodnika Polityka w latach 1958–1961. Pierwsze wydanie (7000 egzemplarzy) ukazało się w roku 1962 nakładem wydawnictwa „Czytelnik”.

## Informacje ogólne
Jest to pierwsza i jedyna książka autora w całości poświęcona Polsce. Akcja poszczególnych reportaży rozgrywa się głównie na prowincji (m.in. Szczytno, Olecko, Puszcza Białowieska, Brodnica, Mława, Ełk, Wolibórz) w latach 50. i 60. XX wieku. Edycja z 2007 została zgodnie z wolą autora wzbogacona o tekst zatytułowany Ćwiczenia z pamięci, pochodzący z połowy lat 80. XX wieku.